# 23-й Нью-Йоркский пехотный полк
23-й Нью-Йоркский пехотный полк (23rd New York Volunteer Infantry Regiment, так же Southern Tier Regiment) — представлял собой один из пехотных полков армии Союза во время Гражданской войны в США. Полк был сформирован в Нью-Йорке в мае 1861 года и участвовал в сражениях августа-декабря 1862 года. 22 мая 1863 года был расформирован из-за истечения срока службы.

## Формирование
Полк был сформирован полковником Генри Хоффманом в лагере Эльмира. 16 мая 1861 года он был принят на службу штата Нью-Йорк и получил свою нумерацию. 2 июля 1861 года полк был принят на службу в армию США сроком на два года. Роты полка были набраны в основном: А — в Бате, В — в Кубе, С — в Овего, D — в Корнинге, Е — в Веверли, F и К — в Эльмире, G — в Хорнеллсвилле, Н — в Кортланде, I — в Уоткинсе. Рядовые полка происходили из округов Эллни, Чемунг, Кортланд, Шуйлер, Стойбен, Тиога и Томпкинс.
Первым командиром полка стал полковник Генри Хоффман, подполковником — Найром Крейн, майором — Ульям Крэгг.

## Боевой путь
5 июля полк покинул штат и отбыл в Вашингтон, где был размещён в укреплениях города и в лагере на Меридиан-Хилл. 23 июля полк перевели в Форт-Раньон, а 4 августа включили в бригаду Дэвида Хантера. 27-28 августа рота I участвовала в перестрелке у Боллс-Кроссроудс, где был потерян 1 рядовой убитым и 3 ранеными. 31 августа в перестрелке у Мансонс-Хилл та же рота потеряла 4 человека ранеными. В октябре полк включили в бригаду Джеймса Уодсворта в дивизии Макдауэлла.
В марте 1862 года были сформированы корпуса Потомакской армии и полк оказался в 3-й бригаде дивизии Кинга в составе I корпуса Потомакской армии.
10 — 15 марта полк участвовал в наступлении на Манассас, а 9 — 19 апреля — в наступлении Макдауэлла на Фалмут. В конце апреля и мая полк стоял в Фредериксберге, пр этом 25 мая рядовой Уильям Марш (рота А) погиб при взрыве фредериксбергского арсенала.

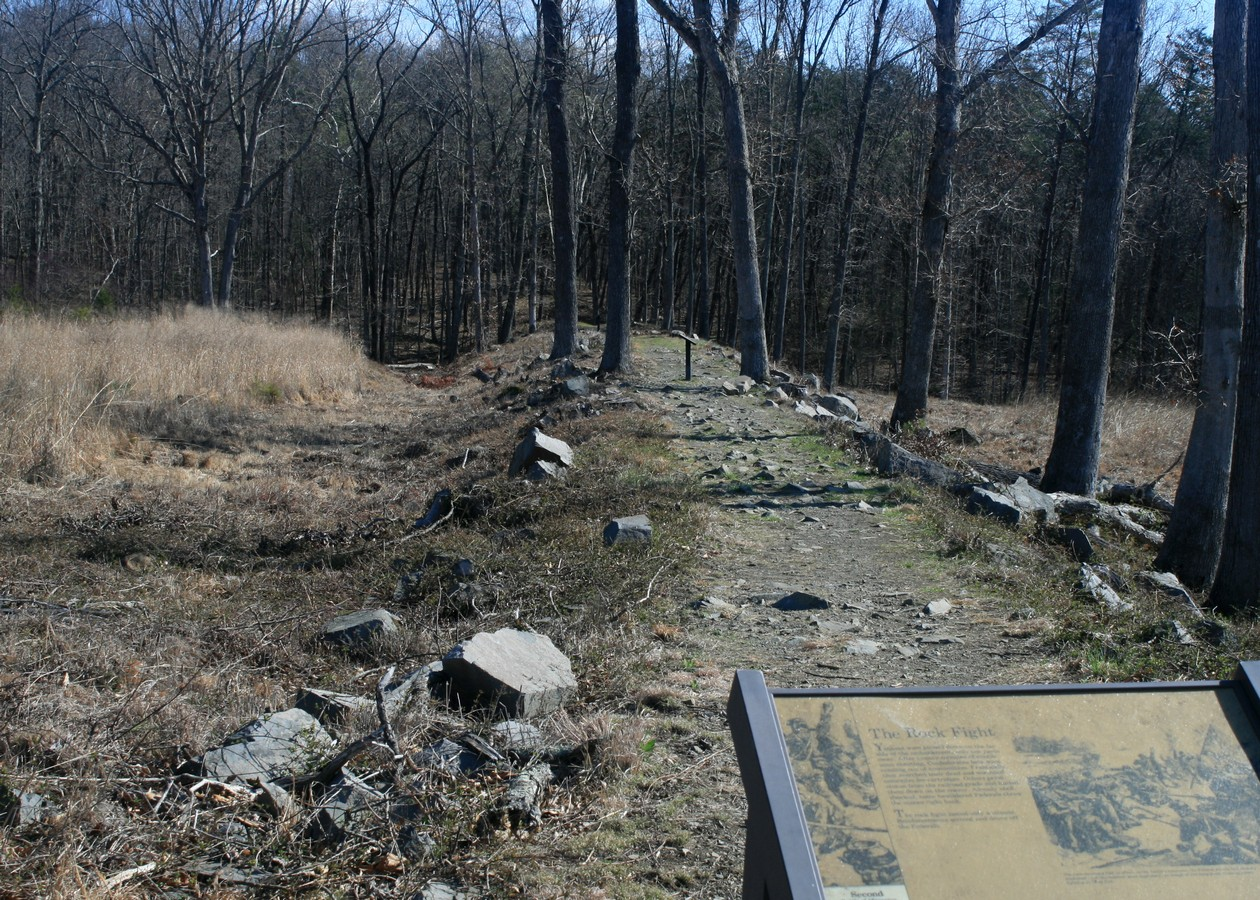
Железнодорожная насыпь у Манассаса, место боёв 30 августа 1862 года

В июне 1862 года бригаду возглавлял Кристфер Огур и она стала частью III корпуса Вирджинской армии. В июне и июле полк находился около Фредериксберга, а 21 — 22 августа участвовал в перестрелках на реке Раппаханок, во время которых один рядовой был убит прямым попаданием снаряда. В конце августа полк участвовал во Втором сражении при Булл-Ран, и 30 августа штурмовал позиции Джексона на линии неоконченной железной дороги. В этих боях полк потерял 4 человек убитыми, 17 ранеными и 75 пропавшими без вести.
После сражения Вирджинская армия была расформирована и бригада Огура стала 3 бригадой 1-й дивизии I корпуса Потомакской армии. Она участвовала в Мерилендской кампании и 14 сентября сражалась при Южных горах, где полк потерял 6 человек. В этом сражении был ранен бригадный командир (Хэтч) и полковник Фелпс принял командование бригадой, сдав полк подполковнику Джону МакКи.
17 сентября полк участвовал в сражении при Энтитеме, где в боях у Кукурузного поля полк потерял 10 человек убитыми и смертельно ранеными, 30 человек ранеными и 2 человек пропавшими без вести.
В октябре-ноябре полк стоял в Мериленде, затем участвовал в наступлении Бернсайда на Фалмут, а в декабре участвовал в сражении при Фредериксберге, где дивизия Даблдея активно задействована не была, но полк потерял 4 человек убитыми и 14 попавшими без вести.
В январе 1863 года полк был передан в состав бригады Марсена Патрика, которая выполняла функции военной полиции. 27 апреля началась Чанселорсвиллская кампания, в ходе которой полк активно задействован не был.
11 мая полк погрузился на пароход «Джон Брукс» и отбыл в Вашингтон, откуда через Балтимор и Харрисберг прибыл в Эльмиру. 2 мая полк был расформирован ввиду истечения срока службы. Часть рядовых, записанная на трёхлетний срок, была переведена в 80-й Нью-Йоркский пехотный полк.